# Jack Russell teriér
Jack Russell teriér, zkratkovitě i JRT (anglicky: Jack Russell Terrier), je psí plemeno původem z Anglie. Standard plemene rozeznává tři varianty: hladkosrstou, lámanou a hrubosrstou. Všechny tyto varianty odlišuje jen typ chlupu. Jedná se o temperamentního, svéhlavého a inteligentního psa, který je velmi populární po celém světě. Typický je i jeho přátelský vztah k lidem a především dětem. Je velice přítulný. Často bývá využíván pro pracovní a lovecké účely, například vyhánění lišek z nor či lov drobnější zvěře; převažuje ale chov psa jako společníka. Průměrně se dožívá až 15 let.

## Historie

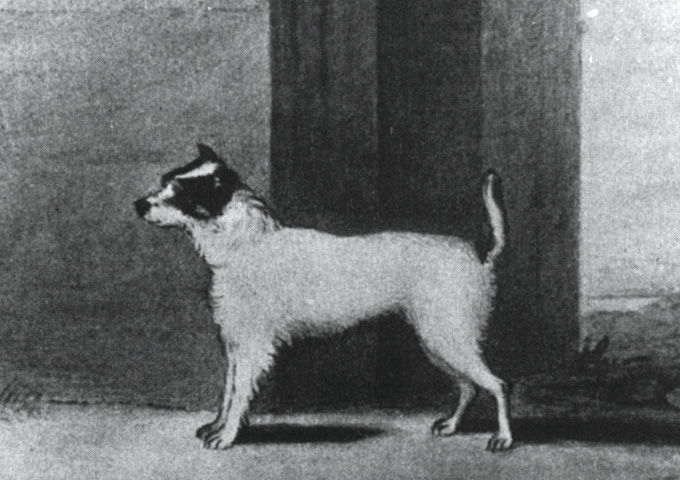
Kresba feny Trump, označované jako „první Jack Russell teriér“

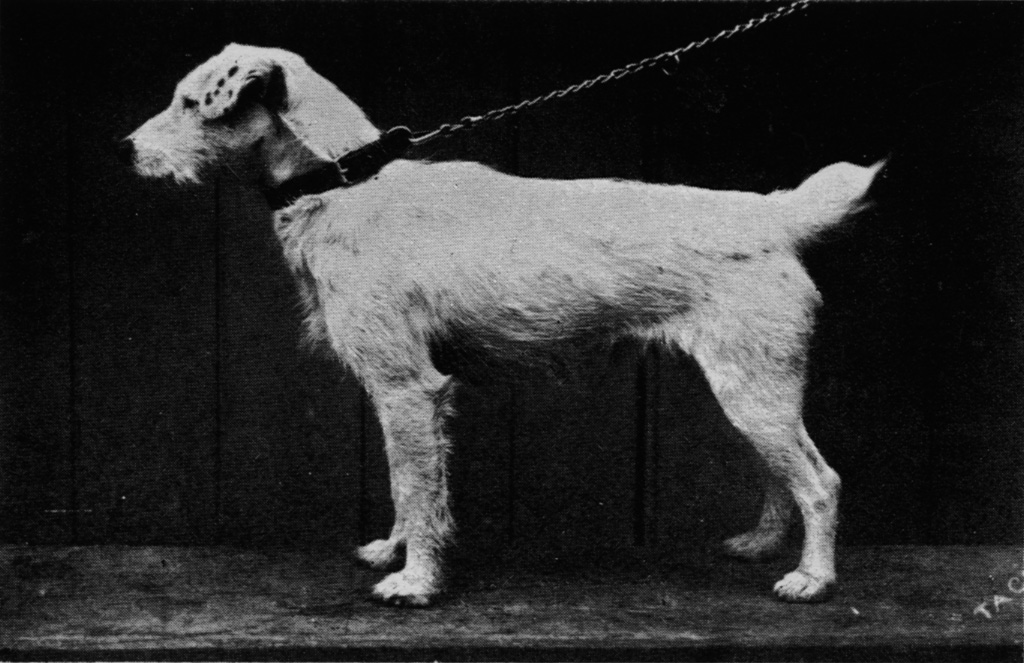
Carlisle Tack, narozen 1884

### Vznik
V 18. a 19. století byli pro lov hojně využíváni foxteriéři, u kterých se ale začínal prosazovat chov psa jako společníka. Anglický farář John Russell tomu chtěl zabránit a rozhodl se vytvořit nového lovecky upotřebitelného psa. Dal vzniknout hned dvěma typům: dlouhonohým a krátkonohým psům. Právě ti s dlouhýma nohama se prosadili mezi myslivci, zatímco krátkonozí teriéři se prodávali především nemyslivcům do stájí, jako hubič škůdců.

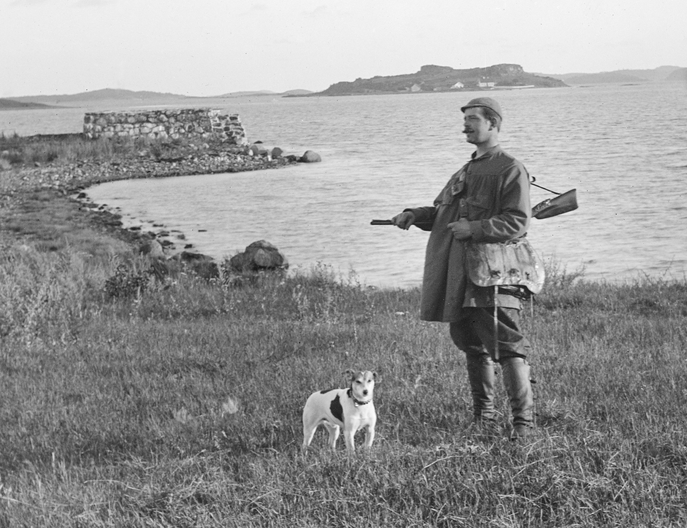
Typově podobný teriér na fotografii z konce 19. století

Pravděpodobným předkem současných Jack Russell teriérů byl, dnes již neexistující, anglický bílý teriér. Jako první „Jack Russell teriér“ bývá označována celobílá fenka Trump, kterou vlastnil právě pastor John „Jack“ Russell. Roku 1863 jednoho ze svých teriérů poprvé vystavil a další následovali i roku 1869. Po tomto roce ale s výstavami přestal a přál si, aby se jeho teriéři nestali oficiálním plemenem. Russellovi psi se ale dostávali k dalším chovatelům a v chovu se pokračovalo. Nakonec se plemeno rozdělilo na dvě varianty rozdílné velikosti: parson russelly a jack russely. Tehdejší chovatelé se snažili především o zachování dobré povahy a možnosti loveckého upotřebení, nehledělo se příliš na vzhled a docházelo i ke křížení s úplně jinými jedinci.
Roku 1894 Arthur Blake Heinemann, chovatel, který převzal chov po Russellovi, vytvořil první standard plemene, avšak šlo spíše o neoficiální dokument. Další vznikl i v roce 1985 v Německu.

### Současná historie
S druhou světovou válkou zájem o lovecké psy silně poklesl, stejně tak poklesly i populace Jack Russell teriérů, kteří začali být chováni především jako společníci. Tito psi byli navíc kříženi s menšími plemeny teriérů, velškorgi a čivavami. Plemeno ale válku přežilo v relativně dobrých počtech a roku 1976 byl založen americký chovatelský klub Jack Russell Terrier Club of America. Rok předtím, roku 1975, vznikl i Jack Russell Club of Great Britain.
Na konci roku 2000 byla podána žádost o uznání Jack Russell teriéra Mezinárodní kynologickou federací (FCI). Parson Russel byl sice FCI uznán již roku 1990, ale Jack Russell stále čekal. V roce 2001 byl zveřejněn oficiální standard a 31. srpna 2001 byl Jack Russell teriér mezinárodně uznaným plemenem. V Česku toto plemeno zastřešuje Klub chovatelů teriérů, založený 1924.
Jack Russell teriéři dali vzniknout i jiným psím plemenům, jako je brazilský teriér, krysí teriér, miniaturní verze foxteriéra nebo třeba japonský teriér.

## Vzhled

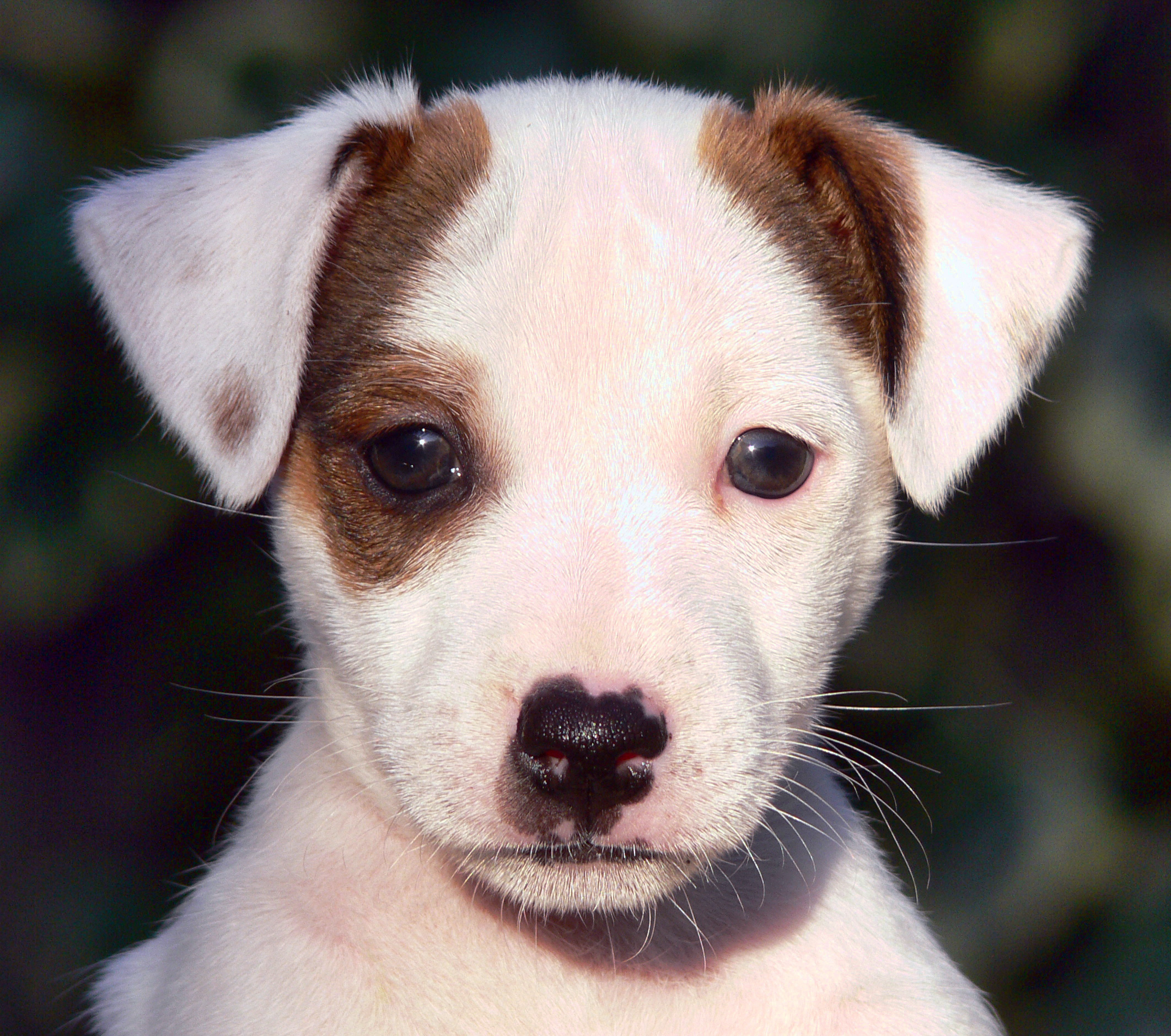
Štěně Jack Russell teriéra

Jack Russell teriér je malý, dobře osvalený a pružný teriér pracovního typu s delšími proporcemi. Ideální kohoutková výška uváděná ve standardu Českomoravské kynologické unie (ČMKU) činí 25 až 30 cm. Při takové výšce se hmotnost dospělého jedince pohybuje mezi 5 až 6 kg. Jack Russell teriér se dle typu osrstění dělí na tři varianty: hladkou, lámanou a hrubou. Ve zbarvení u těchto psů převažuje bílý podklad, který pokrývá většinu těla, a dále jsou tu tříslové znaky nebo černé znaky po celém těle.
Hlava plochá, středně široká, s dobře vyjádřeným stopem. Uši malé, polovztyčené. Oči jsou malé, mandlovitého tvaru, s tmavou duhovkou a dobře umístěné v lebce, nesmí vystupovat. Okolí očí je černě pigmentované. Pysky u Jack Russell teriérů jsou přiléhající, suché a tmavě pigmentované. Silné zuby by měly mít pravidelný nůžkový skus. Krk silný, bez laloku nebo límce. Harmonicky se napojuje na hřbet, který je rovný, přiměřeně široký ke zbytku těla. Hrudník hluboký, žebra dobře klenutá. Běžně jsou nohy rovné, u některých jedinců se ale může vyskytnou špatné úhlení zadních končetin, který se v době šlechtění plemene preferovalo. Na ně navazují kulaté tlapky, s pevnými polštářky a dobře klenutými prsty. Ocas v klidu visí volně, v pozoru vztyčený. Na rozdíl od uší je možné jej kupírovat.
Jako vylučující chyba je brána agresivita nebo naopak přílišná bázlivost. Dále také jakékoliv velké odchylky od standardu. Pro uchovnění nesmí mít Jack Russell teriér horší posouzení než velmi dobrý (tedy musí být posouzen jako velmi dobrý nebo výborný), mohou mu chybět maximálně dva zuby (přičemž ale v případě krytí musí být druhý pes/fena plnochrupý).

### Možná záměna
Blízký příbuzný Jack Russell teriéra je Parson Russell teriér, též vyšlechtěný Johnem Russellem, který je ale větší a také těžší. Jsou u nich navíc běžné i světlé znaky na bílém podkladu, které se u JRT nevyskytují.

## Povaha

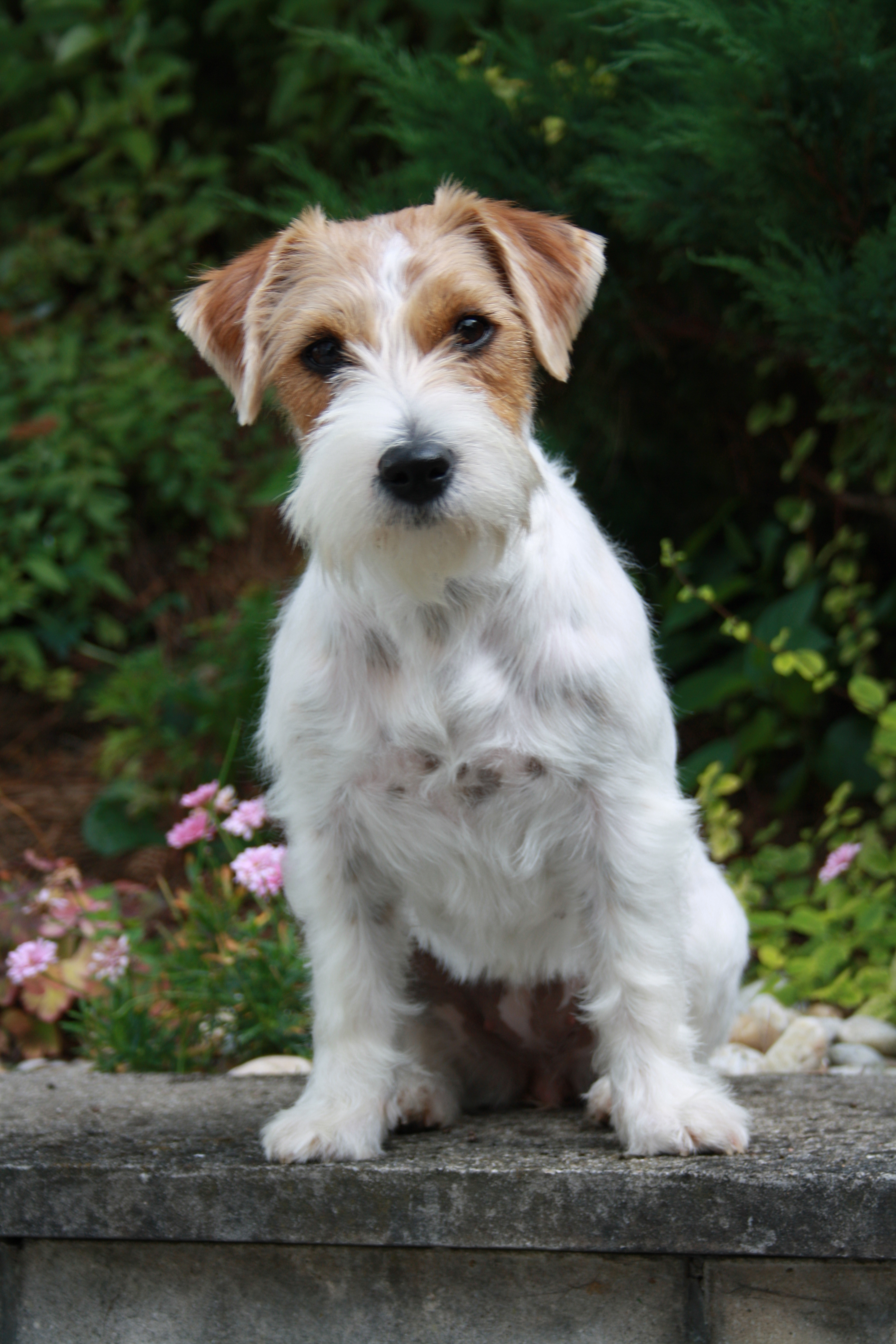
Hrubosrstý Jack Russell teriér

Jack Russell teriér je ve světě velmi populární; v roce 2009 se například v Itálii jednalo o 9. nejregistrovanější plemeno. Jack Russell teriér je živý, veselý a energický pes s dobrým vztahem k dětem. Jack Russell teriér je rád v centru pozornosti a je vhodné mu v otázce výcviku věnovat dostatek času, aby se naučil zvládat alespoň základní povely, jako je přivolání nebo odvolání na místo. Ke své rodině je JRT přítulný a milující, taktéž je přátelský k cizím lidem, u jedinců, kteří v mládí neprošli řádnou socializací ale nemusí být tenhle povahový rys viditelný. Právě socializace je důležitá i proto, aby se pes v dospělosti naučil vyrovnávat nejen s novými lidmi, ale též dopravními prostředky a různými zvířaty. Jack Russell teriéři jsou známí tím, že s oblibou hrabou v záhonech, ale i mimo ně. Toto přátelské plemeno se navíc hodí i pro začátečníky.
Jack Russell teriér má silné lovecké pudy, především co se hlodavců a lišek týče. Silný lovecký pud může být i problémem při vycházení s jinými domácími zvířaty (kočky, morčata…), avšak pokud je s nimi pes seznámen v nízkém věku a včas se naučí je respektovat, nemusí být v soužití problém. Sklony k pronásledování předmětů i zvířat mohou potěšit myslivce, jelikož tento pes se hodí pro norařskou práci, podobně jako jezevčíci nebo jiná krátkonohá plemena. Dá se využívat jako jednotlivec i ve skupině více psů. Norováním pes zároveň vybije hodně energie. Zároveň pokud je pes cvičen pro myslivost, pravděpodobně nebude s domácími zvířaty vycházet.
Hodí se i do rodin s malými dětmi, kde mu ale musí být poskytnut dostatek pohybu a vyžití obecně. Vhodný majitel tohoto psa by měl mít dostatek času, ale také financí a energie, aby si mohl pořídit Jack Russella, který je náročný nejen na pohyb, ale též na různé jiné aktivity a na majitelovu peněženku má nemalý nárok.

## Péče

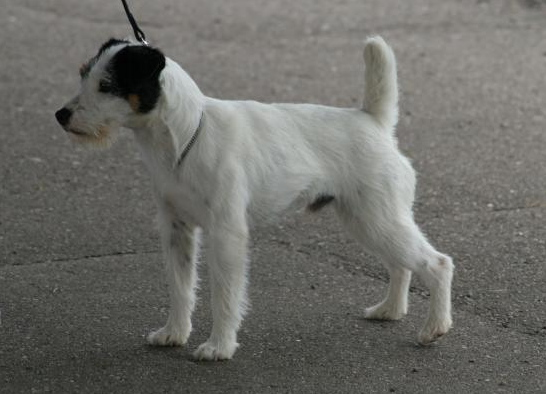
Jack Russell teriér s lámaným typem srsti

Na péči není Jack Russell nijak výjimečně náročný. Potřebuje dostatek pohybu, vhodné je, krom procházek, i běhání u kola, agility, dogfrisbee nebo norování…
Jack Russell teriér je běžně chován v bytě nebo uvnitř domu s přístupem ven. Mimo období velkých mrazů ale může žít i celoročně venku, pokud má tedy k dispozici místo, kam se za nepřízně počasí schovat. Každopádně, během velkých mrazů malé tělo Jack Russell teriéra rychle prochladne a je tedy vhodné mu zařídit „sezónní“ pobyt na teplejším místě.
V jednom vrhu štěňat se mohou narodit jako hrubosrstí, tak hladkosrstí jedinci, záleží na genech. Rozpoznat typ srsti je možné až v několika týdnech, přesto je možné, že bude hladkosrstý jedinec mít na obličeji nebo v tříslech pár delších hrubých chlupů, které se pro výstavy zastřihují na délku zbytku srsti. Srst je prakticky nenáročná, avšak je nutné podotknout, že JRT línají téměř celoročně, proto se určitě nejedná o psa vhodného pro alergiky. Hladkosrsté jedince a psy s lámanou srstí je vhodné kartáčovat párkrát do týdne, hrubosrstí se trimují nejméně 2x ročně. Mimo srst je vhodné kontrolovat i drápky, které může v případě potřeby zastřihnout i veterinář, a uši. Uši je vhodné kontrolovat hlavně u hrubosrsté varianty, kde se může stát, že hrubé chlupy budou zasahovat do zvukovodů; takové je nutné vytrhat a uši vyčistit.